# Toxic (álbum)
Toxic (estilizado como TOXIC) é o quinto álbum de estúdio da banda japonesa The Gazette, lançado em 5 de outubro de 2011 no Japão pela Sony Japan. Inclui quatro singles: "Vortex", "Red",  "Pledge" e um dos temas do anime Kuroshitsuji, "Shiver".

## Lançamento
Foi lançado em duas edições: a regular contendo apenas o CD com 14 faixas e a edição limitada. A limitada inclui um DVD com o videoclipe de "The Suicide Circus" e seu making-of e um livreto extra, mencionado como "a versão revista do álbum". Um mês antes do lançamento, foi anunciado que o álbum seria lançado em 39 países e alguns da Europa e Ásia também teriam o lançamento da edição limitada. Toxic é o primeiro álbum da banda a ser lançado pela VVV Records da Sony Japan.
Em 2017, a faixa "Untitled" foi regravada para a compilação Traces Vol.2.
O álbum foi acompanhado pela turnê japonesa Venomous Cell com 26 apresentações pelo país de 10 a outubro à 3 de dezembro de 2011. Em 2014, uma turnê limitada ao fã clube revisitou os álbuns anteriores da banda. A parte 3, que teve 12 shows em cerca de um mês, começou em novembro e reviu os álbuns Toxic e Division. Em 2022, uma turnê em promoção ao Mass (2021) também reviveu Toxic na sua primeira parte.

## Estilo musical
John D. Buchanan do Allmusic comentou que nos singles "Shiver", "Vortex" e "Red", a banda recorre à sua "agora sonoridade de marca registrada" de rock e metal alternativo. Sobre o álbum, citou a influência de dubstep na faixa inicial "Venomous Spider’s Web" e também disse que a banda aplicou influências de deathcore e hardcore nas faixas. Além disso, mencionou que Toxic também contém canções de balada, sendo elas "Pledge" e "Untitled". Em 2015, o vocalista Ruki contou que Toxic foi um álbum experimental focado na sonoridade da banda nas apresentações ao vivo.

## Recepção
O álbum alcançou a sexta posição na Oricon Albums Chart e ficou na parada por oito semanas. Segundo o ranking da Oricon, é o quarto álbum do The Gazette mais vendido.
John D. Buchanan criticou positivamente o álbum, chamando-o de um dos melhores do The Gazette. Mencionou que os singles são seu ponto forte do trabalho e terminou sua crítica explicando que pode faltar com qualidade em alguns pontos, "porém isso é mais que compensado com entusiasmo e intensidade".

## Faixas
| N.º            | Título                  | Duração |  |
| 1.             | "Infuse Into"           | 1:23    |  |
| 2.             | "Venomous Spider's Web" | 3:50    |  |
| 3.             | "Sludgy Cult"           | 3:14    |  |
| 4.             | "Red"                   | 3:24    |  |
| 5.             | "The Suicide Circus"    | 4:07    |  |
| 6.             | "Shiver"                | 4:11    |  |
| 7.             | "My Devil On The Bed"   | 3:23    |  |
| 8.             | "Untitled"              | 4:21    |  |
| 9.             | "Pledge"                | 6:05    |  |
| 10.            | "Ruthless Deed"         | 3:37    |  |
| 11.            | "Psychopath"            | 3:04    |  |
| 12.            | "Vortex"                | 4:05    |  |
| 13.            | "Tomorrow Never Dies"   | 4:08    |  |
| 14.            | "Omega"                 | 1:37    |  |
| Duração total: | Duração total:          | 50:28   |  |

Edição limitada
| DVD |                                   |         |  |
| N.º | Título                            | Duração |  |
| 1.  | "The Suicide Circus" (videoclipe) |         |  |
| 2.  | "The Suicide Circus" (making-of)  |         |  |

## Ficha técnica

### the GazettE
- Ruki – vocais
- Uruha – guitarra solo
- Aoi – guitarra rítmica
- Reita – baixo
- Kai – bateria